# Karl F. Sommer
Pour les articles homonymes, voir Sommer.
Karl F. Sommer (né le 28 septembre 1895 à Przemyśl, en Pologne, mort après 1960) est un producteur et distributeur de cinéma autrichien.

## Biographie
Sommer s'installe en Autriche après la fin de la Première Guerre mondiale. Distributeur de films depuis 1922, Sommer ne se met à son compte en tant que producteur de films qu'après la Seconde Guerre mondiale. Il fonde Ring-Filmproduktion Vienna en 1947 et produit une série de films de divertissement avec sa société au cours des dix années suivantes. Avec les deux adaptations cinématographiques d'Erich Kästner Pünktchen und Anton et Trois Hommes dans la neige, Karl F. Sommer remporte deux grands succès auprès du public. En 1957, il met fin à ses activités de production et fonde l'Austria-Filmverleih GmbH à Munich, dont il devient également directeur général. Après 1960, la trace de Sommer se perd. À cette époque, il habitait à Munich.

## Filmographie
- 1948 : Die Sonnhofbäuerin
- 1948 : Die Schatztruhe (de)
- 1949 : Liebesprobe (de)
- 1951 : Das gestohlene Jahr
- 1951 : Schwindel im Dreivierteltakt (de)
- 1954 : Maxie (de)
- 1955 : Trois Hommes dans la neige
- 1956 : Das Hirtenlied vom Kaisertal
- 1957 : Eva küßt nur Direktoren